# Belgian Touring Car Series
Бельгийская серия кузовных автомобилей (BTCS) - кузовная гоночная серия силуэт-прототипов и серийных машин, организуемая PRC Group и проводимая в Бельгии. Серия дебютировала в 2004г. и пришла на смену бельгийскому Procar.

## Техника
- Renault Megane Trophy
- Peugeot 407
- BMW M3 Silhouette
- Audi A4 Silhouette
- Jaguar X-type
- Solution F
- Mazda RX-8

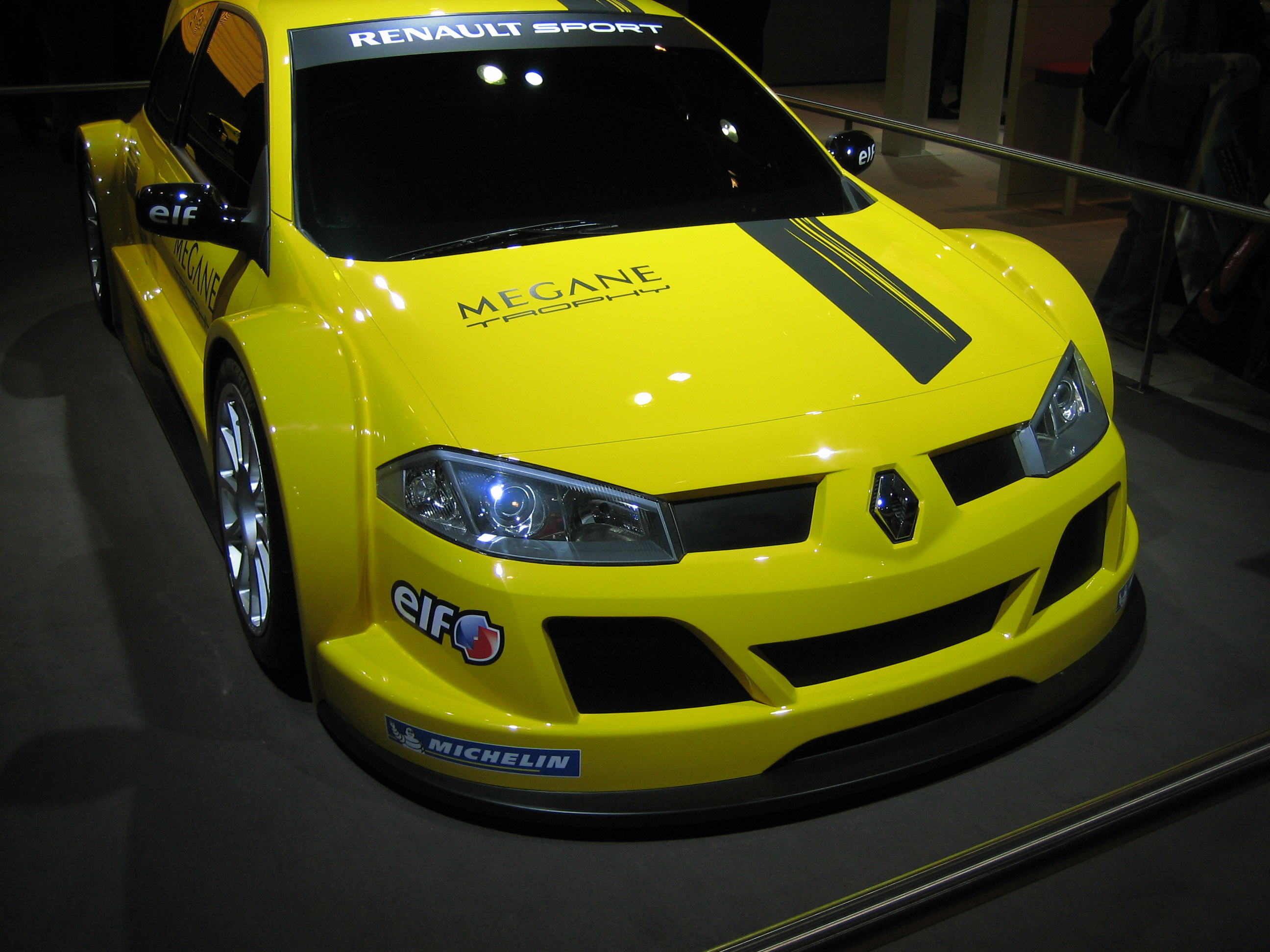
Силуэт-прототип Рено Меган Трофи

На старт также выходят кузовные машины. Они готовятся по требованиям отличным от S2000, по которым проводятся различные чемпионаты Европы, а также Чемпионат Мира. В зависимости от объема двигателя им также устанавливается минимальный вес. В группу Т1 попадают машины с двигателями 1-1,6л, в Т2 - с двигателями 1,6-2л, в группу Т3 - 2-3,5л, а в группу Т4 - более 3,5л. Машины с дизельными двигателями попадают в отдельную категорию - D. 
Также в BTCS проводят отдельно гонки VW Fun Cup на машинах VW New Beetle. Машины одинаковы для всех, а участвуют на них исключительно гонщики-любители. Кроме BTCS машины серии допускаются на новую серию 24Н - серию 24-часовых гонок на выносливость.

## Гонки
Гонки проводятся преимущественно на автодромах Бельгии, а потому набор трасс невелик - Спа-Франкоршам, Зольдер, Дижон-Пренуа. Всего календарь состоит из 5 этапов, из них 2 гонки проводятся на Спа-Франкоршам. Однако организаторы стараются разнообразить гонки применением различного формата - в один уикенд проводятся 2 одинаковые гонки, обычно по 1,5 часа (иногда по 60 минут), с одним пит-стопом, во время которого производится смена пилота. Однако в календаре есть также и 12-часовая гонка на выносливость в Спа, на которую приходит до 25тыс. зрителей. Гонки прототипов и дорожных машин проводятся одновременно, но зачет ведется раздельно. Гонки VW Fun Cup проводятся отдельно, в рамках уикенда BTCS, также для них проводится специальный 25-часовой марафон в Спа, являющийся официально самой длительной автомобильной гонкой в мире.
- Официальный сайт